# Afer lansbergisi
Afer lansbergisi is een slakkensoort uit de familie van de Buccinidae. De wetenschappelijke naam van de soort is voor het eerst geldig gepubliceerd in 1993 door Delsaerdt.